# 金剛型戦艦
金剛型戦艦（こんごうがたせんかん）は、大日本帝国海軍の戦艦の艦級。日本初の超弩級巡洋戦艦である。また1番艦の金剛はイギリスで建造され、海外に発注した日本最後の主力艦となった。2番艦比叡、3番艦榛名、4番艦霧島は、大日本帝国の造船所で建造された。
就役時は「戦艦の火力と巡洋艦の速力を持つが、防御力は妥協する」という巡洋戦艦であったが、当時の主力艦としては採用例が少なかった45口径14インチ砲を搭載した。ユトランド沖海戦の戦訓に基づく1920年代の第一次改装によって、防御力の向上と引き換えに速力が低下し、戦艦となった。外観も、艦橋が複雑化し、機関の換装により煙突が3本から2本に減少するなど、大きく変わった。1930年のロンドン海軍軍縮条約で、比叡は練習艦になった。軍縮条約脱退後の1930年代の第二次改装によって、4隻とも主機関の換装や船体延長などが施されて就役時を上回る速力を獲得し、巡洋戦艦型の高速主力艦として扱われた。太平洋戦争中盤までは、その快速を利して機動部隊に随伴した。
建造時からしばしば「高速戦艦」として報道され、軍令部も「高速戦艦」の名称を用いた。太平洋戦争後も「高速戦艦」と呼ばれることも多い。

## 命名の由来
この頃の日本艦船の命名慣例によれば戦艦には旧国名が名付けられているが、本級はまず装甲巡洋艦（一等巡洋艦）として計画されたことから、同型艦全て山岳名が名付けられている。

## 建造の経緯
戦艦と、同数の装甲巡洋艦をもって艦隊主力とすることは日清戦争後の第一、第二期拡張計画ですでに根本方針であり、日露戦争ではその真価が発揮された。
日露戦争以降の日本海軍は、それまでイギリスにのみ頼ってきた主力艦を自国で建造すべく研鑚を重ねていたが、1906年にイギリス海軍により画期的戦艦ドレッドノート、さらに1908年にドレッドノート同様の戦闘力を持つ巡洋戦艦インヴィンシブルが発表されると、従来の主力艦は軒並み時代遅れとなってしまった。これは装甲巡洋艦筑波型・鞍馬型や戦艦薩摩型・河内型といった、国産の新鋭装甲巡洋艦・戦艦についても同様であった。これにより日本独自の技術だけでは超弩級戦艦・巡洋戦艦時代の建艦競争に勝てないことが明らかとなった。
戦艦薩摩型・河内型合わせて4隻で第一戦隊を編成すれば筑波型や鞍馬型は装甲巡洋艦としては無価値であり、やや防御力が劣る戦艦としての価値しかなくなった。そこで日本海軍は1906年（明治39年）から1907年（明治40年）にかけて戦艦8、装甲巡洋艦8の八八艦隊を完成したいと強く要望を出し始めた。当初は排水量約18,000t、速力25kt、主砲12in8門と、イギリスの巡洋戦艦インディファティガブルに近い4隻の装甲巡洋艦が計画され、まず3隻が1906年の予算で要求されたが否決された。
その後戦利艦の損傷復旧、国内建造主力艦の工事遅延、「安芸」や「伊吹」のタービン推進改造などでなかなか着手できず、また急激に進歩する英米独の主力艦に目を見張り設計がまとまらなかったため計画は遅れ、1910年（明治43年）にようやく予算が通過した。
日本海軍は、イギリス海軍の巡洋戦艦ライオンに特に注目した。日本海軍は18,000t級で従来進めていた巡洋戦艦の計画を放棄し、イギリスの進んだ建艦技術を学ぶべく主力艦建造をイギリスに依頼、その設計を基に日本国内でも建造を行うこととし、当時「伊号装甲巡洋艦」として計画中だった艦の建造をヴィッカースに発注することとなった。これが1番艦「金剛」で、同型艦はそれぞれ2番艦「比叡」を横須賀海軍工廠、3番艦「榛名」を神戸川崎造船所、4番艦「霧島」を三菱長崎造船所で建造と、初めて民間で主力艦建造が為され、同型主力艦4隻を同時に建造できる態勢を整えた。「榛名」と「霧島」は、初の民間による戦艦建造ということもあって両社の対抗意識はすさまじく、熾烈な競争となった。榛名の公試運転の時期に、運転をわずか数日延期せねばならなくなり、工事の最高責任者であった川崎造船所造機部長はなすべき処置を全て行なった上で帰宅し、その夜自刃した。なお造機部長の自殺は1914年11月18日、榛名の竣工は1915年4月19日である。造機部長の自殺に関し、当時の榛名機関長は「機関に故障はなく、技師は神経衰弱のようだった」と語っている。榛名の公試は延期になり、起工と進水は吉日を選びかつ進水は大潮前後でなければならないことから前後はしたものの、工事の進捗は全く互角であり、無事に予定通り完成した。
金剛型の設計は、ヴィッカースの軍艦設計部長サー・ジョージ・サーストンにより詳細設計が進められていた、オスマン帝国海軍向けのレシャディエ級戦艦レシャド5世（エリン）を基に巡洋戦艦化することで行われた。当時イギリス海軍最新鋭にして、世界最大最強の巡洋戦艦であったライオン級巡洋戦艦を基に行われたとする説もあるが、サーストン自身が「『金剛』は『エリン』の巡洋艦版」と述べている点等から誤りとされる。
主砲は当初30.5cm(12in)50口径連装砲塔5基を予定していたが、35.6cm(14in)45口径連装砲塔4基なら重量にほとんど差がないこと、さらには30.5cm50口径砲は砲身のブレから命中率が低く、また高初速のため砲身命数が極めて短いという欠陥が明らかになったことなどから、金剛型では35.6cm連装砲塔を4基搭載することとした。
副砲は、レシャド5世と同じく15.2cm(6in)砲16門を搭載した。さらにはレシャド5世の4番砲塔と後部艦橋構造物を撤去することで金剛型の3番砲塔の射角を増し、もしくはレシャド5世の3番砲塔を撤去し4番砲塔と後部艦橋構造物を前方にずらすことで、手本となったレシャド5世より砲塔が1基少ないにもかかわらず、レシャド5世と同等に後方へ4門指向できた。さらに、35.6cm砲は当時世界最大の巨砲であり、金剛の竣工は同砲を搭載するアメリカ海軍の戦艦ニューヨークよりも早かったため、誕生時にはまさに世界最強の巡洋戦艦であった。
ライオン級は、3番主砲塔と4番主砲塔との間に煙突などの構造物があり、後方へ向けての射撃力は金剛型に比べ劣っていた。そこで英海軍では、建造中であったライオン級4番艦「タイガー」の設計を見直し、金剛型と同様の主砲配置に変更するという一幕もあった。ただしこれをもってタイガーを金剛型の改良型とする説は誤りである。
金剛型の速度は27.5kt（竣工時）でライオン級を若干上回っていた。ライオン級と比べての欠点は防御力（装甲の厚さ）が若干下回っていることだが、もとよりライオン級はそれまでの巡洋戦艦よりも高い防御力を持っており、大きな欠点とはみなされなかった。またこの金剛型は当時高速な巡洋戦艦を欲していた軍令部の悲願でもあった。
なお「金剛」計画時、海軍は帝国議会により戦艦1隻・装甲巡洋艦4隻建造を認可されていたが、日露戦争以来、英海軍のフィッシャー提督の提唱と同様、日本海軍でも「速度こそ最大の防御」とする考えが強く、結果として装甲巡洋艦（巡洋戦艦）4隻の建造に踏み切った、と言われている。ただし巡洋戦艦にしては極端な装甲防御力の軽視には至っていない。

## 艦型・兵装配置
本級は従来日本戦艦に多用された垂直型艦首ではなく、より凌波性に優れたクリッパー型艦首を持っている。前甲板に1・2番主砲塔を背負式に配置、艦体中央に艦橋などの上部構造物、後甲板に3・4番主砲塔をやはり背負式に配置している。また、左右両舷にはそれぞれ砲廓式の副砲が一列8基ずつ配置されている。船体は上から見ると細長く流麗なデザインとなっている。
金剛建造当時、海戦は距離8,000m前後で行われると想定されていた。このため、戦闘中に砲撃よりも強力な雷撃を併用することが考えられており、本級も53.3cm魚雷発射管を8門装備している。これはそれぞれ1番主砲塔前方・艦橋・4番主砲塔・艦尾の喫水線下に側面向きに固定装備されており、このうち最前方・最後方の2対については艦幅が発射管の長さ2本分に満たないためか左右対称ではなく前後に少しズレた形で配置されていた。但し年月が経つにつれて戦闘距離が延伸したことにより有効性が減少し、第一次改装で半減され、第二改装で全廃されている。

## 第一次世界大戦と軍縮時代
金剛竣工間もなく、第一次世界大戦が勃発した。イギリスと日英同盟を結んでいた日本も連合国軍として参戦することとなり、金剛ら新鋭の巡洋戦艦群にも出撃命令が下された。当時金剛型4隻から成る第三戦隊は世界最強とうたわれており、北海・地中海方面のドイツ海軍に手を焼いていたイギリス海軍から、その一時貸与を申し入れられた。これは断ったものの、太平洋や中国方面のドイツ東洋艦隊の動きを封じるべく活動を行った。
第一次世界大戦中の1916年5月、海軍史上有名なユトランド沖海戦が起こり、これが巡洋戦艦たる金剛型のあり方を大きく変えることとなった。海戦自体は史上最大規模の砲撃戦であるにも拘らず、前衛部隊として矢面に立った巡洋戦艦に被害が集中し、両軍合わせて4隻も撃沈されるというものであった。特にライオン級の3番艦「クイーン・メリー」が、ドイツ巡洋戦艦「デアフリンガー」からの唯2発の直撃弾によって轟沈したことは衝撃的であった。前述の通り、金剛型の攻撃力・速力の優位はライオン級よりも装甲を若干薄くすることによって得ていた。ライオン級は巡洋戦艦にしては高い防御力を持っていたため問題なしと思われたのだが、そのライオン級の一艦がたった2発の砲弾によって撃沈されたことは、より深刻なものと受け止められた（その原因は水平防御力の不足であり、実は戦艦にも共通する弱点であった）。
日本海軍に限った話ではなく、各国ともユトランド沖海戦を戦訓とした戦艦、すなわちポスト・ジュットランド艦の建造に踏み切った。金剛型巡戦の代艦が、八八艦隊の天城型巡洋戦艦である。一方で、終戦後戦勝国の間で激化し始めた建艦競争を沈静化すべく1922年にワシントン海軍軍縮条約が締結された。その結果、本級の後継上位艦種として期待されていた天城型巡戦が建造できなくなったため、金剛型を改装してポスト・ジュットランド型戦艦とすることとした。
ユトランド沖海戦の戦訓は、1に巡洋戦艦の防御力不足、2に戦艦の速度不足、3に戦艦・巡洋戦艦を問わず水平防御の不足、4に戦艦と巡洋戦艦の統合である。もとより巡洋戦艦にしては防御力の大きい金剛型の改装は、3の水平防御力の強化が主目的となった。まず1924年、先に事故を起こして現役を離れていた榛名が改装に入り、それを皮切りに霧島・金剛・比叡が続いた。この頃、ワシントン軍縮条約で許された戦艦代艦建造の時期が近づき、1933年をもって艦齢20年となる金剛から代艦が建造されることになった。この金剛代艦は高速戦艦であったが、後述のロンドン海軍軍縮条約で建造中止となった。
1930年1月開催のロンドン海軍軍縮会議では、金剛型の処遇が議題の一つとなった。当初、廃棄対象は「金剛」が有力視されていた。しかし実際に締結されたロンドン海軍軍縮条約では、比叡が廃棄対象となった（金剛型との関連が噂されたタイガーも廃棄された）。これにより金剛・榛名・霧島は排水量29,330t（約3,000t増加）となり従来より耐弾性を強化したが、その代償として速度が25ktにまで落ち込み、1931年6月に艦種類別を「戦艦」へと変更された（この時「巡洋戦艦」という類別は廃止された）。
速度25ktという数値は、ユトランド沖海戦で活躍し「高速戦艦」（快速戦艦）と謳われたクイーン・エリザベス級戦艦と同等の速力である。戦艦よりも快速であったが、30ノット以上を発揮するレナウン級巡洋戦艦やフッドと比較すると低速である。防御力も垂直防御は従来のままで、巡洋戦艦としては強力だが戦艦としては不十分であったが水平防御に関しては新たにNVN甲鈑が貼り増しされ、扶桑型と比べると防御を著しく向上した。また、主砲は35.6cm砲連装4基8門と門数は少な目であったが、散布界過大、射撃速度の低下、爆風による弾着観測や射撃指揮への影響など問題の多い12門艦と違い8門艦の金剛型では上記のような問題は発生しておらず、極めて優秀な成績を収めていた。
比叡は練習艦として保有することになり、4番主砲塔及び一部の装甲と缶が撤去され排水量19,500t、速力18ktの練習戦艦になった。比叡はこうして戦力外にこそなったものの、重量と任務的には余裕ができたため、4番砲塔部に見学用の台を設け昭和天皇の御召艦を何度も務めるなど軍艦としては名誉な役回りを演じることとなる。
1929年よりドイツ海軍が建造を開始したドイッチュラント級装甲艦（通称「ポケット戦艦」）により、フランス海軍やイタリア海軍が高速戦艦の建造や既存戦艦の大改造を開始、ヨーロッパで建艦競争が再燃した。1937年1月に軍縮条約失効の期限が迫ると、各国とも条約の枠組みに囚われない艦を建造、または既存艦の改造に着手するようになる。新造主力艦は、おおむね主砲14インチ～15インチで基準排水量35,000トンおよび速力30ノット以上を発揮する高速戦艦が主流となった。
金剛型もまたもや榛名を皮切りに霧島、金剛と第二次近代化改装に入り、条約脱退を宣言した頃にはこれら3艦の改装もだいぶ進んだ状態にあった。榛名を筆頭に改造されたため榛名型戦艦と呼称され、昭和天皇に奏上したこともある。3艦の改装完了後、長らく練習戦艦として過ごしていた比叡もまた、それら3艦が二度に分けて行った改装をまとめて施し、戦艦として復帰することとなる。なおこの際、イギリスが比叡の復帰に抗議し、比叡の廃棄処分を求めている。比叡は後の大和型戦艦に導入される新技術のテスト艦となり、他の姉妹艦よりも大和に酷似した艦橋を持つことになったことが知られているが、他にも主砲旋回部に旋回速度の速い水圧機関を導入するなど、他3艦とはかなり違った艦となった。

## 金剛型の用兵思想の変遷

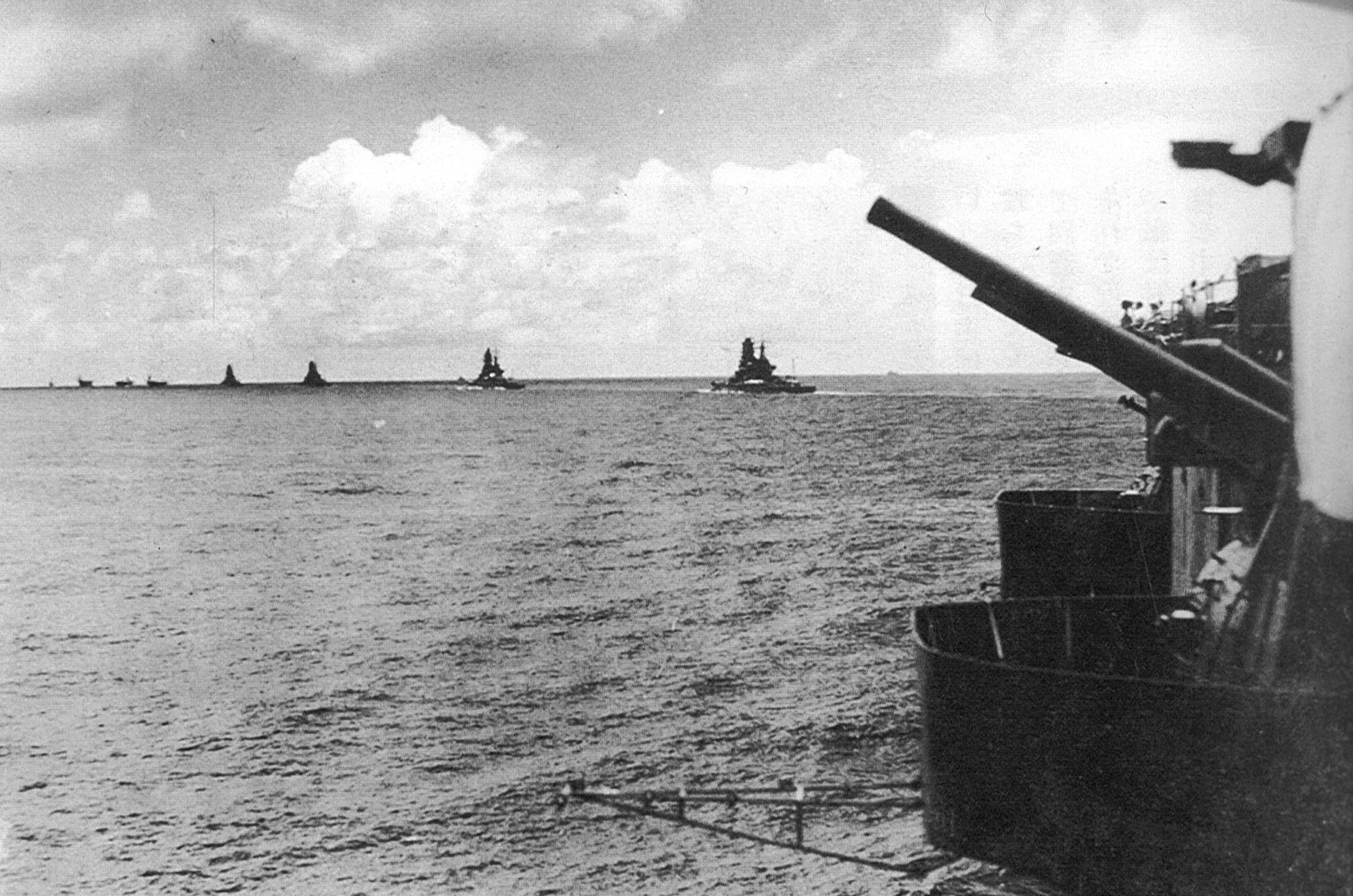
1942年3月30日にインド洋にて瑞鶴より撮影された写真。写真右より金剛、榛名、霧島、比叡、飛龍、蒼龍、赤城。このインド洋における作戦が金剛型4隻が一同に揃って行動した唯一のものとなった。

戦前、戦中の大日本帝国海軍の戦略思想は、「漸減邀撃作戦」により潜水艦、航空機を利用して事前に敵戦力を可能な限り漸減し、戦艦部隊同士による砲撃戦により雌雄を決する、いわゆる「艦隊決戦」思想であった。
巡洋戦艦時代の金剛型は、遊撃部隊に該当する第二艦隊として運用されることもあった。
改装された金剛型は主力部隊に相当する第一艦隊に所属し、長門型戦艦、扶桑型戦艦、伊勢型戦艦と共に第一戦隊を構成していた。その後、第一艦隊に配備する主力艦を純粋な戦艦で統一し、巡洋戦艦的な性格が強い金剛型を前衛を担う第二艦隊に編入する計画が練られた。当初、比叡は戦艦として主力部隊に編入する計画だったが、のちに修正されて高速戦艦として扱われている。
1936年以降の艦隊編制で金剛型は第三戦隊にまとめられ、同時に第三航空戦隊も新編された。潜水艦と陸上機による攻撃の後に行われる夜戦において、水雷戦隊・重巡部隊からなる前衛部隊の先頭に立ち、大口径砲によって水雷戦隊・重巡部隊が敵警戒網を突破するのを支援した後に戦場から離脱し、黎明以降に主力の戦艦部隊である第一、第二戦隊を含む全兵力を結集して行われる艦隊決戦に引き続き参加することとなっていた。このため、金剛型は大改装の折に水雷戦隊とともに夜戦に参加できるように機関を換装し、30kt前後の速力を発揮できるようになった。しかし高性能で便利な金剛型（榛名型）といえども艦齢が20年を越えていたことから早期の代艦が必要であるとみなされており、日本海軍はB65型超甲型巡洋艦（巡洋戦艦）を計画していた。
ところがいざ太平洋戦争が始まると、本来は戦艦が出撃する前の露払い役であった航空機の活躍により、艦隊決戦が行われる機会は訪れなかった。従来決戦の主役とされた長門型、伊勢型、扶桑型などは、艦隊決戦兵力とされたまま遊兵状態となった。
一方の金剛型は空母と同一行動を取るのに十分な速力を持ち、また日本海軍の戦艦で最も旧式で攻防ともに最弱であったため、損耗しても戦力に及ぼす影響が低く使い潰しても構わない戦艦として扱われた。本来は金剛型4艦で第三戦隊を編成していたのが、2隻ずつに分割されて行動した。真珠湾攻撃では比叡（第三戦隊司令官三川軍一少将）と霧島が南雲機動部隊に、金剛と榛名が近藤信竹中将の第二艦隊隷下として南方作戦に参加した。セイロン沖海戦では、金剛型4隻が南雲機動部隊として行動した。MI作戦では、榛名と霧島が南雲機動部隊として海戦の矢面に立ち、比叡と金剛が近藤部隊に所属した。ミッドウェー海戦後、金剛・榛名の第三戦隊と、比叡・霧島の第十一戦隊に分割された。第三戦隊は第二艦隊に、第十一戦隊は機動部隊（第三艦隊）に所属した。
戦争が進みガダルカナル島の戦いで苦戦が続くようになると、陸軍より敵航空基地を砲撃粉砕することが求められた。当初、海軍は巡洋艦・駆逐艦が主体の作戦を実行していたが、敵艦隊との遭遇戦が起きたり、砲撃に成功しても大きなダメージを与えられず早期に復旧されてしまうため、戦艦の大口径砲による撃砕が考えられた。
この際、大和型の使用も検討されたが、海面が狭く水深が不正確なため座礁の恐れがあると猛反対を受け、投入されなかった。また27ktとさほど優速でもなく、燃料消費も大きかった。対する金剛型は、巡洋艦部隊とともに敵航空機の広い索敵範囲の外から高速で侵入し砲撃、さらに敵攻撃圏外へ撤退できる速力を有していたこともあり投入された。また艦隊決戦における戦力としては期待されておらず、失っても惜しくない老朽艦とみなされた。
このヘンダーソン基地艦砲射撃は艦砲射撃による被害は少なかったものの、一式陸攻による爆撃もあって敵航空機、燃料、弾薬に大きな被害を与え、一度は成功に終わったかに見えた。しかし、戦略目標である滑走路破壊に関しては戦闘機用の第二滑走路が事前偵察で発見できておらず無傷のままであり、第一滑走路自体も1日で使用可能な状態に修復されてしまった。その結果、第三次ソロモン海戦が勃発し、比叡はニューオーリンズ級重巡洋艦などと交戦して操舵不能となり、自沈に追い込まれた。霧島は新世代戦艦「ワシントン」によって撃沈された。1943年は、金剛と榛名も温存された。1944年になるとマリアナ沖海戦やレイテ沖海戦に投入され、レイテ沖海戦後に金剛は潜水艦により撃沈された。終戦時は、榛名のみが残っていた。
結果として、日本海軍の戦艦で最も古い4隻が活動する機会が多いという、皮肉な事態となった。

## 艦型変遷

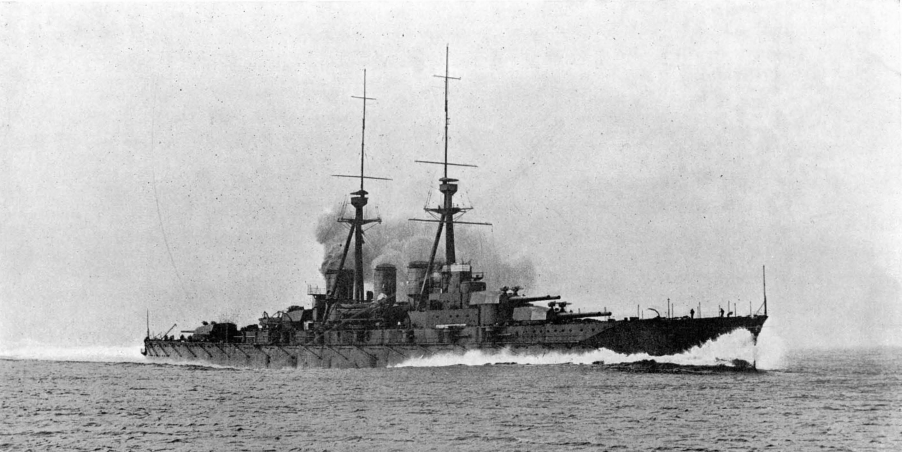
竣工時の金剛（1913年）

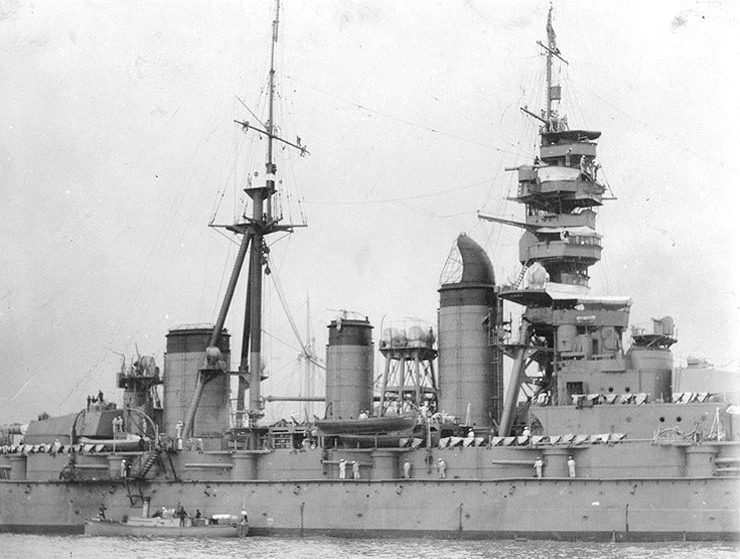
第一次改装直前の金剛（1924から28年）

金剛型の艦型の変遷を記述する。

### 第一次改装まで
煙突
金剛は竣工時、煙突の高さが3本とも同じであり1番煙突の排煙が艦橋に逆流する問題があった。そのため他の同型艦と同様に1番煙突を高めた。しかしこれでも十分でなく金剛、比叡には1924年（大正13年）ころに三日月形のキャップが設置されている。
方位盤
榛名は1916年（大正5年）2月に方位盤照準装置の試作機を装備し実用実験を行った。これは主砲を統一して運用するためのものである。場所は前檣トップの射撃指揮所を拡張して装備された。その年の8月に射撃試験を行い満足の行く結果が得られたので一三式方位盤として正式採用され、金剛型を含む戦艦、巡洋戦艦、巡洋艦に順次装備された。
探照燈
1917年（大正6年）から1919年（同8年）にかけて各艦とも前檣中段に探照燈を集中配備するよう改められた。これは夜間の水雷艇攻撃に対処するためと言われている。1924年（大正13年）ころには前檣と1番煙突の間にプラットフォームを新設しそこに移設されている（金剛のみは1番煙突と2番煙突の間に移設）。この時前檣には副砲指揮所、照射指揮所などが設けられ日本戦艦独特の檣楼型の前檣が形作られている。
主砲
1920年（大正9年）より各艦主砲仰角引き上げ工事を実施し従来の20度（金剛は25度）から33度に引き上げられた。これにより射程距離が28,600mまで延長された。同時に弾薬庫が改正され、1門当たりの弾数が80発から100発に増加した。また砲塔天蓋の装甲も76mmから154mmに強化された。
係留気球
1922年（大正11年）に比叡は艦尾に気球係留装置を装備した。これは弾着観測用の装備であったが水上機が実用化になり1926年（大正15年）ころに撤去されている。水上機は順次搭載されていき、比叡の場合は1927年（昭和2年）より3番砲と4番砲の間に搭載された。
魚雷防御網
1926年（大正15年）ころに各艦とも魚雷防御網を撤去している。

### 第一次改装

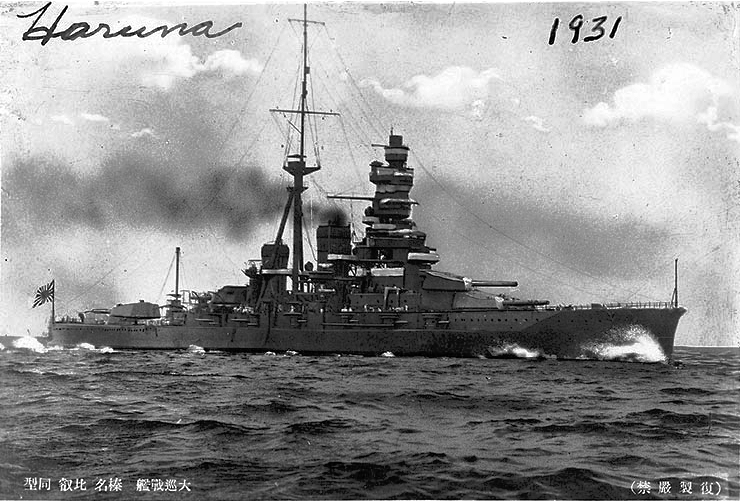
第一次改装後の榛名（1931年）

第一次世界大戦でのユトランド沖海戦では遠距離砲戦でほぼ垂直に落下する砲弾によりイギリス艦隊に多大な損害が生じた。この時の戦訓により各国海軍は戦艦、巡洋戦艦への水平防御の強化に迫られた。日本海軍も例外でなく金剛型に対しても水平防御強化のための第一次改装が行われた。
実施時期
この第一次改装は榛名が1924年（大正13年）3月から1928年（昭和3年）7月30日（もしくは7月31日）まで横須賀海軍工廠で、霧島は1927年（昭和2年）3月から1930年（昭和5年）4月16日（もしくは3月31日）まで呉海軍工廠で、金剛は1928年（昭和3年）12月1日から1931年（昭和6年）9月15日（もしくは3月31日）まで横須賀海軍工廠で行われた。比叡については後述する。
水平防御
弾薬庫上に4インチ（101.6mm）のNVNC甲板が、また機関上には3インチ(76.2mm）のHT鋼板が追加された。水中防御としては舷側に1インチ（25.4mm）のHT鋼板を3,4枚重ね、その外側にバルジを設けた。これで対36cm砲弾の防御とされたが不十分だったとされている。
主缶
この改装では同時に主缶の換装も行われている。竣工時は各艦石炭重油混焼缶を36基装備していたが技術進歩により1缶当たりの出力があがり、榛名の場合、ロ号艦本式重油専焼缶6基、同混焼缶10基に交換された。またその後に改装された金剛、霧島の場合は専焼缶4基、混焼缶6基と更に少なくなっている。これにより今までは燃料は石炭が主、重油従であったが、重油が主、石炭従の形となった。更に重油専焼となるのは第二次改装を待つ必要がある。また外観上の変化としては缶の換装により煙突が2本となった。これは旧第1煙突が撤去された形となった。
速力
主機は交換されなかった。改装による排水量の増加、バルジによる艦幅の増加などから速力は低下した。ちなみに改装後の公試成績は榛名25.9kt、霧島26.3kt、金剛26.0ktであった。比叡以外の金剛型各艦は1931年に巡洋戦艦から戦艦に類別を変更している。
航空兵装
水上機の搭載であるが金剛はすでに改装前から搭載していた。榛名、霧島はこの改装から搭載された。
高角砲
8cm単装高角砲4門と7.7mm機銃3挺が装備された。
水雷兵装
この頃には戦闘を行う距離が延伸したことにより有効性が減ったと考えられ、水中魚雷発射装置4基を撤去した

### 練習戦艦比叡
ワシントン海軍軍縮条約により新戦艦の建造を凍結した各国であるが、それでも既存の艦の維持費で財政が圧迫されていた。そのため1930年（昭和5年）締結のロンドン海軍軍縮会議では主力艦の一部破棄も決定した。日本海軍では1隻破棄とされ金剛型の中で最後に工事中だった比叡が選ばれた。ただし条件を満たせば練習戦艦としての存続が認められたのでそれに沿って改装された。主な改装点は

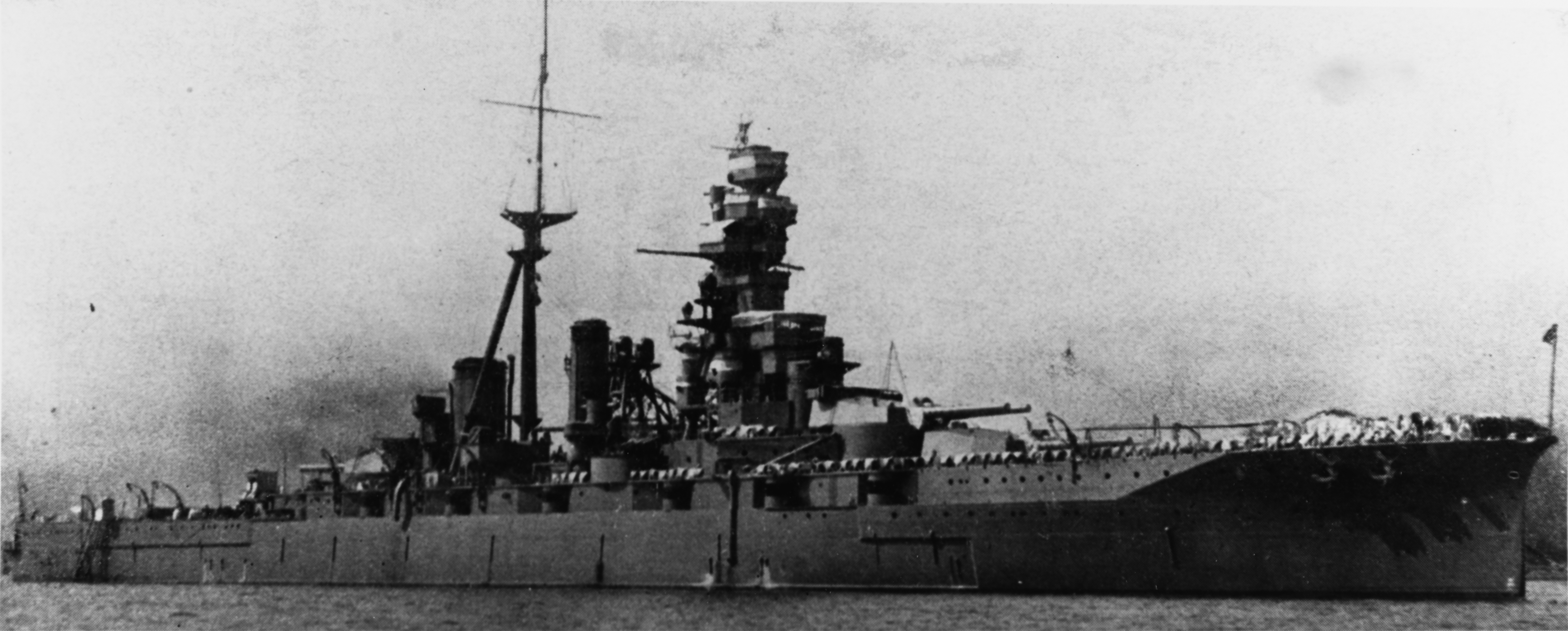
練習戦艦時代の比叡。装甲撤去などで乾舷が高い。

- 4番砲塔の撤去（主砲塔は3基を超えない条件）
- 魚雷発射管の全廃
- 舷側装甲の撤去
- 主缶は重油専焼缶大型2基、小型3基、混焼缶6基とし、出力は16,000馬力とする。（速力18ktを超えない条件）

などである。
兵装はその後に高角砲を12.7cm砲に交換するなど、練習戦艦ながらその時の最新の装備が搭載されている。
またこの当時の比叡は御召艦としても利用された。これは元々戦艦であり更に兵装が撤去されたことにより艦内に余裕があること、また艦隊に属していないため比較的自由にスケジュールがとれる、などの理由による。このため3番砲塔後方と4番砲塔跡に展望台が設けられている。比叡は1933年（昭和8年）と1936年（同11年）の観艦式において御召艦を務めた。また第二次改装終了直後の1940年（昭和15年）の観艦式でも御召艦を務めている。

### 第二次改装まで
カタパルト
水上機搭載当初は水面に機を降ろして発進させていたが、その後カタパルトが実用化されると3番,4番主砲間に1基設置された。榛名は第二次改装時に、比叡は戦艦復帰後に設置されている。
高角砲
1932年（昭和7年）頃に各艦8cm高角砲4門に代わり八九式12.7cm連装高角砲4基を搭載した。また指揮装置として九一式高射装置と4.5m高角測距儀も装備された。
後檣短縮
1934年（昭和9年）頃に各艦後檣トップを短縮している。遠距離砲戦の場合の視認性を少しでも低めるための処置である。ただし無線アンテナを展開する充分なスペースがなくなり3番４番主砲上に空中線支持マストを新設し、アンテナ展開場所を確保している。

### 第二次改装

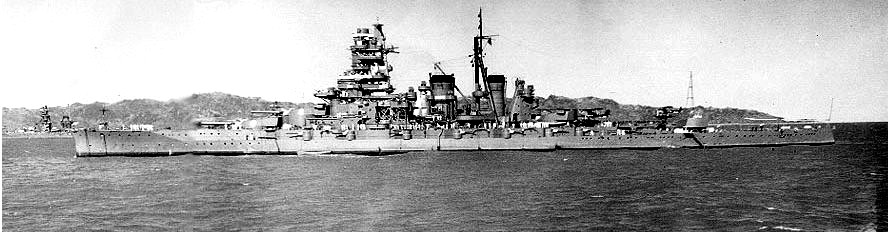
二次改装後の霧島（1938年）

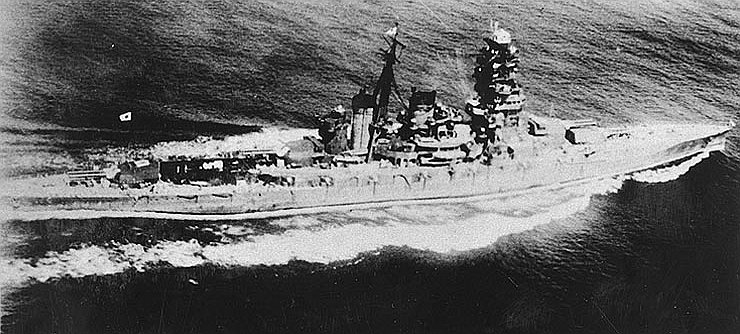
改装後の比叡（1942年）

第二次改装は1934年（昭和9年）に榛名より始められた。主眼は速力30ktの高速戦艦とすることである。このため機関の全面改装、船体延長などがなされている。
速力
主機は全面換装され艦本式タービン4基に交換された。主缶は榛名の場合ロ号艦本式重油専焼缶11基とされ（霧島、金剛は8基）、出力136,000馬力に引き上げられた。また艦尾を水線長で7.4m延長し船体の抵抗を減少させた。これにより金剛型は30kt（榛名の公試成績で30.2kt）の高速戦艦となった。
主砲
主砲は仰角が43度まで引き上げられ最大射程は35,450mまで増大した。またそれに合わせて前檣トップに10m測距儀（榛名は当初8m）が新設され、振動防止のサポート支柱が前檣背面に設けられた。また後部艦橋が新設され予備方位盤が装備された。これにより主砲を前後に分けての分火指揮も可能になった。また弾薬庫が改造され九一式徹甲弾が使用可能となっている。
副砲
副砲も仰角が30度まで引き上げられ最大射程19,500mとなった。装備数は2基減少して14基となった。
水雷兵装
4基残っていた水中発射管はこの時全廃されている。
カタパルト
航空兵装は3番4番砲塔間の作業甲板を広げカタパルト1基を装備、航空機3機を搭載した。（金剛、霧島は改装前に装備済み）
対空兵装
対空兵装として25mm連装機銃10基を装備（榛名は改装後に追加装備）している。
装甲配置
主甲帯　203 KC（下端 76）
中甲板甲帯　152 KC
上甲板甲帯　152 KC
横防御隔壁　前部中甲板　152 KC　下甲板　127 KC　後部中甲板　152 KC　下甲板　203 KC
水平防御　缶室下甲板　19 NS＋76 HT　機械室下甲板　19 NS＋89-83 NCNV
最上甲板　28 NS
魚雷防御隔壁　102-76 HT
弾薬庫　甲板平坦部　19 NS＋127-102 NVNC　甲板傾斜部　19 NS＋70 NVNC　垂直部　19-13 NS　底部　25-19 NS
司令塔　側面　254 KC　上面　76 KC　床面　76 KC　交通筒　178-102 NCS
主砲塔　前盾　254 KC　側面　254 KC　後面　254 KC　上面　152 VC　バーベット　229-76 KC＋76 VC＋127-64 VC
ケースメイト　砲盾　38 NS　隔壁　51
舵取機室　なし（大戦中に周辺にコンクリート充填）
煙路　203 VC
その他
注排水装置や防毒装置なども装備された。また副錨がこの時撤去された。（榛名は後日撤去）
比叡の改装
比叡は第一次改装をしていないのでその工事も合わせて1936年（昭和11年）から1940年（同15年）にかけて実施された。取り外されていた4番主砲、舷側装甲を再装備し他艦と同じ主砲連装4基になった。他艦が一次改装で実施した水平防御の強化もこの時実施している。また前檣は他の3艦と違い塔型の艦橋構造物となった。これは大和型戦艦のテストを兼ねての改装である。主砲塔用水圧ポンプの1台も大和型に採用予定のブラウン・ボベリー式ターボ・ポンプとしている。また比叡のみバルジの幅をさらに広げ他艦より艦幅が1m広くなっている。

### 出師前準備
1941年（昭和16年）に入りバルジ内部に水密鋼管の装備、舷外電路の設置などがされている。また前檣トップ下に防空指揮所が新設された。

### 大戦中の変遷

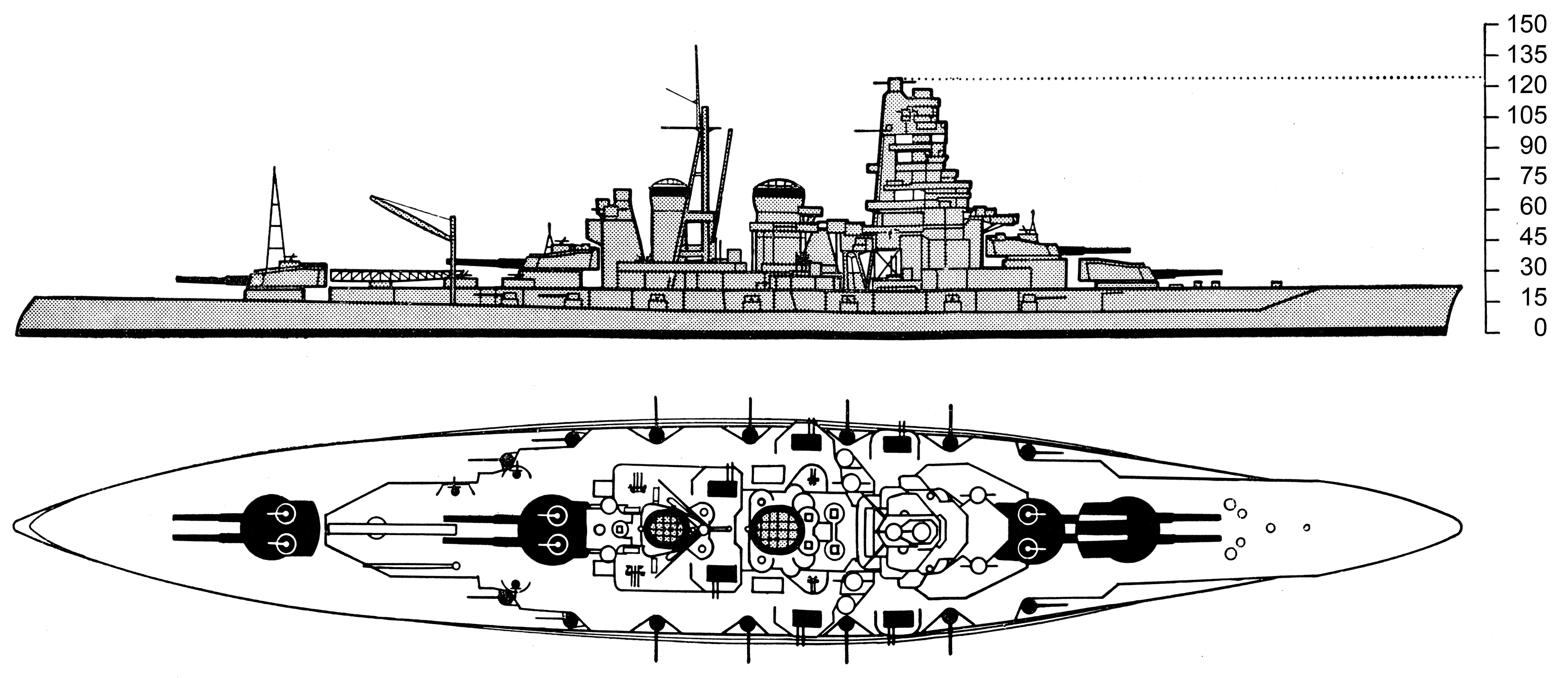
最終時の金剛の艦型

第三次ソロモン海戦で戦没した比叡、霧島には大きな改装はされていない。金剛、榛名にはこの時の戦訓により舵取装置の防御強化がされている。その後は他の日本艦艇と同様に電探の装備、対空機銃の増備がされた。マリアナ沖海戦（1944年6月）以降の榛名の場合、12.7cm連装高角砲6基、25mm3連装機銃28基、同連装2基、同単装23挺が装備されている。電探は最終状態で21号1基、22号2基、13号2基、更に逆探も装備したものと思われる。またこれらの代替重量として副砲が撤去されこの時は計8門となっている。

## 関係年表
- 1911年（明治44年）1月17日 - 英ヴィッカースにて「金剛」（伊号装甲巡洋艦）起工[18]。
  - 11月4日 - 横須賀海軍工廠にて「比叡」（卯号装甲巡洋艦）起工[18][19]。
- 1912年（大正元年）3月16日 - 神戸川崎造船所にて「榛名」（第2号装甲巡洋艦）起工[18]。
  - 3月17日 - 三菱長崎造船所にて「霧島」（第3号装甲巡洋艦）起工[注釈 9]。
  - 5月18日 - 「金剛」進水[18]。
  - 11月21日 - 「比叡」進水[18][19]。
- 1913年（大正2年）8月16日 - 軍艦「金剛」竣工[54]、引渡[18]、日本へ回航される。
  - 11月15日 - 「金剛」横須賀到着[54]、横須賀鎮守府入籍。
  - 12月1日 - 「霧島」進水[18]。
  - 12月14日 - 「榛名」進水[18]。
- 1914年（大正3年）7月28日 - 第一次世界大戦勃発、8月には日本も参戦。
  - 8月4日 - 軍艦「比叡」竣工[54][19]、引渡[18]、佐世保鎮守府入籍。
  - 8月23日 - 「金剛」、太平洋航路警備のためミッドウェー方面哨戒出撃。
  - 9月14日 - 「比叡」、東シナ海方面にてドイツ東洋艦隊に対し警備行動。
- 1915年（大正4年）4月19日 - 軍艦「榛名」竣工[54]、引渡[18]、横須賀鎮守府入籍。
  - 4月19日 - 軍艦「霧島」竣工、引渡[18]、佐世保鎮守府入籍。
- 1916年（大正5年）4月9日 - 「榛名」、青島方面警備行動のため出撃。
  - 4月9日 - 「霧島」、中国方面警備行動のため出撃。
  - 5月31日 - ユトランド沖海戦、英独の新鋭巡洋戦艦撃沈される。
- 1920年（大正9年）9月20日 - 「榛名」、主砲腔発事故[54]。
- 1921年（大正10年）11月11日 - ワシントン海軍軍縮条約により天城型巡洋戦艦廃艦決定。
- 1924年（大正13年）3月 - 「榛名」第一次近代化改装着手[54]。
- 1927年（昭和2年）5月12日 - 「霧島」第一次近代化改装着手[54]。
- 1928年（昭和3年）7月28日 - 「榛名」、第一次近代化改装完了。
  - 10月20日 - 「金剛」第一次近代化改装着手。
- 1929年（昭和4年）10月15日 - 「比叡」第一次近代化改装着手[54]。
- 1930年（昭和5年）4月16日 - 「霧島」、第一次近代化改装完了。
  - 4月24日 - ロンドン海軍軍縮条約により「比叡」工事中断し船体現状保存工事に着手[54]。
- 1931年（昭和6年）6月1日 - 本級4隻全て艦種類別を「戦艦」に変更[54]、「巡洋戦艦」の類別廃止。
  - 9月20日 - 「金剛」第一次近代化改装完了。
- 1933年（昭和8年）1月1日 - 「比叡」、類別を「練習戦艦」に変更、武装を一部撤去。
  - 9月?日 - 「榛名」、第二次近代化改装着手。
- 1934年（昭和9年）6月1日 - 「霧島」、第二次近代化改装着手。
  - 9月30日 - 「榛名」、第二次近代化改装完了、佐世保鎮守府へ移籍。
- 1935年（昭和10年）6月1日 - 「金剛」、佐世保鎮守府へ移籍、第二次近代化改装着手。
- 1936年（昭和11年）1月15日 - 日本、ロンドン海軍軍縮条約脱退。
  - 6月8日 - 「霧島」、第二次近代化改装完了。
- 1937年（昭和12年）1月8日 - 「金剛」、第二次近代化改装完了。
  - 4月1日 - 「比叡」、近代化改装着手。
- 1940年（昭和15年）1月31日 - 「比叡」、近代化改装完了[54]。
- 1941年（昭和16年）11月18日 - 「比叡」「霧島」を含む機動部隊、単冠湾に向けて横須賀出港[54]。
  - 11月26日 - 「比叡」「霧島」を含む機動部隊、単冠湾出撃[54]。
  - 12月4日 - 「金剛」「榛名」、馬来上陸支援のため馬公出撃。
  - 12月8日 - 真珠湾攻撃、太平洋戦争勃発。
  - 12月10日 - マレー沖海戦、「金剛」「榛名」接敵できず。
  - 12月20日 - 「金剛」「榛名」、比島上陸作戦のためカムラン湾出撃。
- 1942年（昭和17年）1月6日 - 「金剛」「榛名」、蘭印作戦支援のため馬公出撃。
  - 1月17日 - 「比叡」「霧島」、ラバウル方面攻略のためトラック出撃。
  - 2月25日 - 4隻揃って機動部隊編入、インド洋作戦。
  - 3月1日 - ジャワ近海にて米駆逐艦「エドソール」を砲撃により撃沈。
  - 3月7日 - 「榛名」「金剛」がクリスマス島砲撃。
  - 6月5日 - ミッドウェー海戦で、「榛名」「霧島」が南雲機動部隊、「比叡」「金剛」が近藤部隊として出撃。
  - 7月14日 - 比叡と霧島は第三戦隊から除かれ、第十一戦隊を編制[55][56]。
  - 8月24日 - 「比叡」「霧島」、第二次ソロモン海戦に参加。
  - 10月13日 - 「金剛」「榛名」、ガダルカナル島ヘンダーソン基地艦砲射撃。
  - 10月26日 - 南太平洋海戦、本級4隻参加。
  - 11月13日 - 「比叡」「霧島」第三次ソロモン海戦に参加、「比叡」は重巡洋艦の8インチ砲弾が艦後尾に命中し舵機故障[54]。
  - 11月14日 - 「比叡」、空襲で被害拡大し応急修理失敗、自沈処分[54]。
  - 11月15日 - 「霧島」、第三次ソロモン海戦にて16インチ砲搭載のアメリカ新世代戦艦2隻と交戦、ワシントンの砲撃で撃沈される[54]。
  - 12月20日 - 「比叡」「霧島」除籍[57]、第十一戦隊解散[58]。
- 1943年（昭和18年）1月31日 - 「金剛」「榛名」、ガダルカナル撤収を支援。
- 1944年（昭和19年）6月20日 - マリアナ沖海戦、「金剛」「榛名」は他の戦艦とともに前衛部隊。
  - 10月25日 - レイテ沖海戦、「金剛」「榛名」サマール沖で敵空母群砲撃。
  - 11月21日 - 「金剛」、台湾海峡にて米潜水艦「シーライオン」により撃沈される[54]。
- 1945年（昭和20年）1月1日 - 第三戦隊解散[59]。
  - 1月20日 - 「金剛」除籍[60]。
  - 2月10日 - 榛名は役務を佐世保鎮守府警備艦に定められる[61]。
  - 4月20日 - 榛名は佐世保鎮守府警備艦の役務を解かれ、佐世保鎮守府第四予備艦に定められる[62]。
  - 6月1日 - 榛名は役務を佐世保鎮守府特殊警備艦に定められる[63]。
  - 7月28日 - 「榛名」、江田島小用沖にて米軍機により大破着底[54]。
  - 8月15日 - 榛名は佐世保鎮守府第四予備艦に定められる[64]。
  - 11月20日 - 「榛名」除籍[54]。
- 1946年（昭和21年）7月4日 - 「榛名」の浮揚解体完了。

## 同型艦
| 艦名 | 建造所         | 起工          | 進水           | 竣工          | 最期                                             |
| ---- | -------------- | ------------- | -------------- | ------------- | ------------------------------------------------ |
| 金剛 | ヴィッカース   | 1911年1月17日 | 1912年5月18日  | 1913年8月16日 | 1944年11月21日、米潜水艦シーライオンの雷撃で沈没 |
| 比叡 | 横須賀海軍工廠 | 1911年11月4日 | 1912年11月21日 | 1914年8月4日  | 1942年11月13日、第三次ソロモン海戦後に自沈       |
| 榛名 | 神戸川崎造船所 | 1912年3月16日 | 1913年12月14日 | 1915年4月19日 | 1945年7月28日の呉軍港空襲で大破着底、1946年解体  |
| 霧島 | 三菱長崎造船所 | 1912年3月17日 | 1913年12月1日  | 1915年4月19日 | 1942年11月15日、第三次ソロモン海戦で沈没         |

## 要目
| 状態                          | 状態                          | 新造・完成 | 一次改装・完成 | 二次改装・完成 |
| ----------------------------- | ----------------------------- | --- | --- | --- |
| 艦名                          | 艦名                          | 榛名 | 榛名 | 榛名 |
| 排水量                        | 基準                          | 26,330 LT | 29,330 LT | 32,156 LT |
| 排水量                        | 常備状態                      | 27,963 LT | 31,785 LT | |
| 排水量                        | 公試状態                      | | | 36,601 t |
| 長さ                          | 全長                          | 214.58 m | ← | 222.05 m |
| 長さ                          | 水線長                        | 211.96 m | 212.00 m | 219.61 m |
| 幅                            | 水線幅                        | 28.04 m | 29.04 m | ← |
| 幅                            | 水線下最大幅                  | 28.04 m | 31.02 m | ← |
| 深さ                          | 深さ                          | 13.16 m | ← | ← |
| 吃水                          | 常備状態                      | 8.22 m | 8.65 m | |
| 吃水                          | 公試状態                      | | | 9.72 m |
| ボイラー                      | ボイラー                      | ロ号艦本式缶 混焼36基 | - 榛名 - ロ号艦本式缶 重油専焼6基、混焼10基 - 金剛・霧島 - ロ号艦本式缶 重油専焼10基                                                 | - 榛名 - ロ号艦本式缶 重油専焼11基 - 金剛・比叡・霧島 - ロ号艦本式缶 重油専焼8基                                                     |
| 蒸気圧力-温度                 | 蒸気圧力-温度                 | 19.3 kg/cm2 - 飽和 | ← | 20 kg/cm2 - 飽和 |
| 主機                          | 主機                          | ブラウン・カーチス式HL直結タービン 2基                                                                                               | ← | 艦本式HILタービン 4基 |
| 軸数 x 回転数                 | 軸数 x 回転数                 | 4軸 x 290 rpm | ← | - 榛名 - 4軸 x 320 rpm - 金剛・比叡・霧島 - 4軸 x 300 rpm                                                                            |
| 出力                          | 出力                          | 64,000 shp (47,725 kW) | ← | 136,000 shp (101,415 kW) |
| 速力                          | 速力                          | 27.5ノット (51 km/h) | 25.9ノット (48 km/h) | 30.5ノット (56 km/h) |
| 燃料                          | 燃料                          | 石炭:4,200ロングトン (4,267 t) 重油:1,000ロングトン (1,016 t)                                                                        | 石炭:2,661ロングトン (2,704 t) 重油:3,292ロングトン (3,345 t)                                                                        | 重油:6,330 t |
| 航続距離                      | 航続距離                      | 14ノット - 8,000海里 (14,816 km) | 14ノット - 9,500海里 (17,594 km) | 18ノット - 10,000海里 (18,520 km) |
| 砲熕                          | 主砲                          | 36cm連装砲 4基(仰角33°) | 36cm連装砲 4基(仰角43°) | 36cm連装砲 4基(仰角43°) |
| 砲熕                          | 副砲                          | 15cm連装砲 16門(仰角15°) | ← | 15cm連装砲 14門(仰角30°) |
| 砲熕                          | その他                        | | 8cm単装高角砲 7門 | - 完成時 - 12.7cm連装高角砲 4基 - 40mm機銃 4挺 - 13mm機銃 8挺 - 1936年 - 12.7cm連装高角砲 4基 - 25mm機銃 20挺                        |
| 水雷                          | 魚雷発射管                    | 53cm水中発射管 8門 | 53cm水中発射管 4門 | - |
| 水雷                          | その他                        | | | |
| 航空                          | 射出機                        | - | - | 1基 |
| 航空                          | 航空機                        | - | 水上偵察機 3機 | 水上偵察機 3機 |
| 装甲                          | 水線                          | 8 in (203 mm) - 3 in (76 mm)VC | 8 in (203 mm)VC + 1 in (25 mm)HT x 4() または203mm                                                                                   | ← |
| 装甲                          | 甲板                          | 2.25 in (57 mm) - 2.63 in (67 mm) | 4 in (102 mm)NVNC | ← |
| 装甲                          | その他                        | 砲塔:10in(254mm)-9in(228.6mm) 司令塔:10in(254mm)                                                                                     | 弾火薬庫甲板: 64-102mm | |
| 重量                          | 甲鉄及装甲材                  | 6,502 t | 10,476 t | 10,732 t |
| 重量                          | 砲熕                          | 3,812 t | 3,962 t | 4,701 t |
| 重量                          | 機関                          | 4,750 t | 3,943 t | 3,086 t |
| 弾火薬庫に対する 安全戦闘距離 | 弾火薬庫に対する 安全戦闘距離 | | 対 3年式36cm弾 20,000 - 25,000 m | 対 3年式36cm弾 20,000 - 25,000 m |
| 乗員数                        | 乗員数                        | 1,221人 | 士官 69人 下士官兵 1,049人 計 1,118人                                                                                                | 士官 73人 下士官兵 1,346人 計 1,437人                                                                                                |
| 備考                          | 備考                          | - 出典を明示していない値は『昭和造船史』第1巻、pp.778-778による。 - 空白は不明(出典に値無し)。 - - は装備無し。 - ← は前と変更無し。 | - 出典を明示していない値は『昭和造船史』第1巻、pp.778-778による。 - 空白は不明(出典に値無し)。 - - は装備無し。 - ← は前と変更無し。 | - 出典を明示していない値は『昭和造船史』第1巻、pp.778-778による。 - 空白は不明(出典に値無し)。 - - は装備無し。 - ← は前と変更無し。 |

### 注
1. 1 2  巡洋戰艦金剛（二萬七千五百噸）は同クラスの比叡、霧島、榛名の三艦が何れも我が國で建造されたのに比し英國ヴイツカース社の建造になるもので軍縮會議後兵力量缺陥を補ふべく海軍では昭和三年十一月から横須賀工廠で大改造に着手し滿三ヶ年を費して漸く今秋九月中旬完成することになつた。[8]　改造後の金剛の性能は軍機に關する故極秘とされてゐるが現在の如く防空設備の重大視されない大正二年八月英國で建造されたもので完全な甲板上の防空設備をなす外前檣が榛名と同形に改造、水平線以下には魚形水雷を防ぐバルリーが新設される等近代的巡洋戰艦として生れ變るか、大改造の爲め排水量に相當增加あり速力二十七.五ノットにも影響するに至つたので、石炭を排し重油を使用し煙突は三本を二本に減ぜられ、純日本式型體を有するに至つた（記事おわり）
2. ↑  金剛の進水と、アメリカ海軍初の45口径14インチ砲搭載戦艦（ニューヨーク級戦艦）テキサスの進水日が同日[2]。
3. ↑  日本海軍戦艦では最高の30kt。
4. 1 2 3  【二十九日東京發】[12]　軍縮會議決裂により既に英米兩國は海軍力充實の準備を開始したが、之に對應してわが海軍も取敢ず現在の劣勢海軍力による國防の安全を確保すべく、常備艦隊の兵力を充實することになり、聯合艦隊に主力艦戰隊及び航空戰隊を新設追加編入することに方針決定した、斯く決意するに至つた事情は英米海軍の現勢は主力艦十五隻保有に對し、我方は既存條約の桎梏により九隻を有するに過ぎず、更に常備艦隊編制においては英米は全主力艦の大部分を編入し、わが海軍は豫算の關係上全主力艦の半數弱を一個戰隊に編成し聯合艦隊に常置してゐる程度なので、主力艦戰隊の充實とともに巡洋戰艦型快速主力艦に威力を發揮せしむるため、聯合艦隊の第一戰隊は純戰艦を以て編成し、新に金剛級主力艦を以て第三戰隊を編成、航空母艦も對英米六割の劣勢に鑑み水上機母艦を以て第三航空戰隊を編成の意向で五月頃實現する模様である（記事おわり）
5. ↑  1944年になると第二艦隊に大和型戦艦が編入され、残存していた金剛と榛名と行動を共にした（マリアナ沖海戦、レイテ沖海戦における栗田艦隊）。
6. ↑  （二十日東京發）[28]　既報の如く主力艦代艦建造問題は財源捻出につき議會で問題となつてゐるが　華府會議　の結果保有されてあるわが主力艦十數隻の中巡洋戰艦金剛（二六,二三〇噸）は昭和八年で艦齢二十年に達するので、六年度にはその代艦が起工される筈で、艦政本部ではすでに設計に着手してゐるが、恐らく列強海軍を驚倒させるやうな大威力艦が建造されるであらうと期待されてゐる、ワシントン會議によつて保有したわが主力艦の　總排水量　は三十一萬五千噸で、これを一艦三萬五千噸級のものばかりにすると、現有勢力十數隻は九隻になるが、この間の按排は適當に考慮することとなり、金剛の代艦は大體において大正九年十二月呉工廠で常備排水量四萬一千噸の巡洋戰艦として建造した赤城（その後華府條約により航空母艦に改造）を標準とし、排水量を減ずるためには艦材には磯波その他一千七百噸級の驅逐艦に使用して良成績を納めてゐるジュラルミン輕金属を使用し、基準排水量三萬五千噸以内で航空兵器や落角彈に對する　新考案を　加へ、主砲十六吋砲十門（二聯装砲塔）を搭載し、大口徑魚雷發射管八門を装備し、二十七節以上の快速力を有するもので、英國が列強海軍に誇る戰艦ロドネー（基準排水量三萬一千噸）を遙かに凌駕する世界第一の最新最鋭のものであるといはれてゐる、この最初の代艦は横須賀または呉で建造される筈である（記事おわり）
7. ↑  【東京八日】[34]　ロンドン海軍會議協定成立後日本の廢棄する主力艦一隻は巡洋戰艦比叡（二萬七千五百噸）と決定した（記事おわり）
8. ↑  （二十九日東京發）[52]　軍縮會議脱退に依て我國は無條約状態となり各國の海軍競爭激化形勢に備へるため金剛級主力艦を以て第三戰隊を編成、航空母艦を以て第三航空戰隊を編成することになつた（記事おわり）
9. ↑  長崎なる三菱造船所に於ける帝國装甲巡洋艦霧嶋（排水量二萬七千噸）の起工式は十七日午前十時より同所立神工場に擧行龍骨据付を了せり同艦は二月十六日起工せる巡洋艦榛名の姉妹艦にして來る四十九年度を以て竣工の豫定なるが機關はパーソン式タービンを採用すべしと[13]（記事おわり）